# Домаслув
Домаслув (пол. Domasłów) — село в Польщі, у гміні Пежув Кемпінського повіту Великопольського воєводства.
Населення — 402 особи (2011).
У 1975—1998 роках село належало до Каліського воєводства.

## Демографія
Демографічна структура станом на 31 березня 2011 року:
|          | Загалом | Допрацездатний вік | Працездатний вік | Постпрацездатний вік |
| -------- | ------- | ------------------ | ---------------- | -------------------- |
| Чоловіки | 207     | 53                 | 137              | 17                   |
| Жінки    | 195     | 42                 | 113              | 40                   |
| Разом    | 402     | 95                 | 250              | 57                   |